# Expositurkirche Steyrermühl

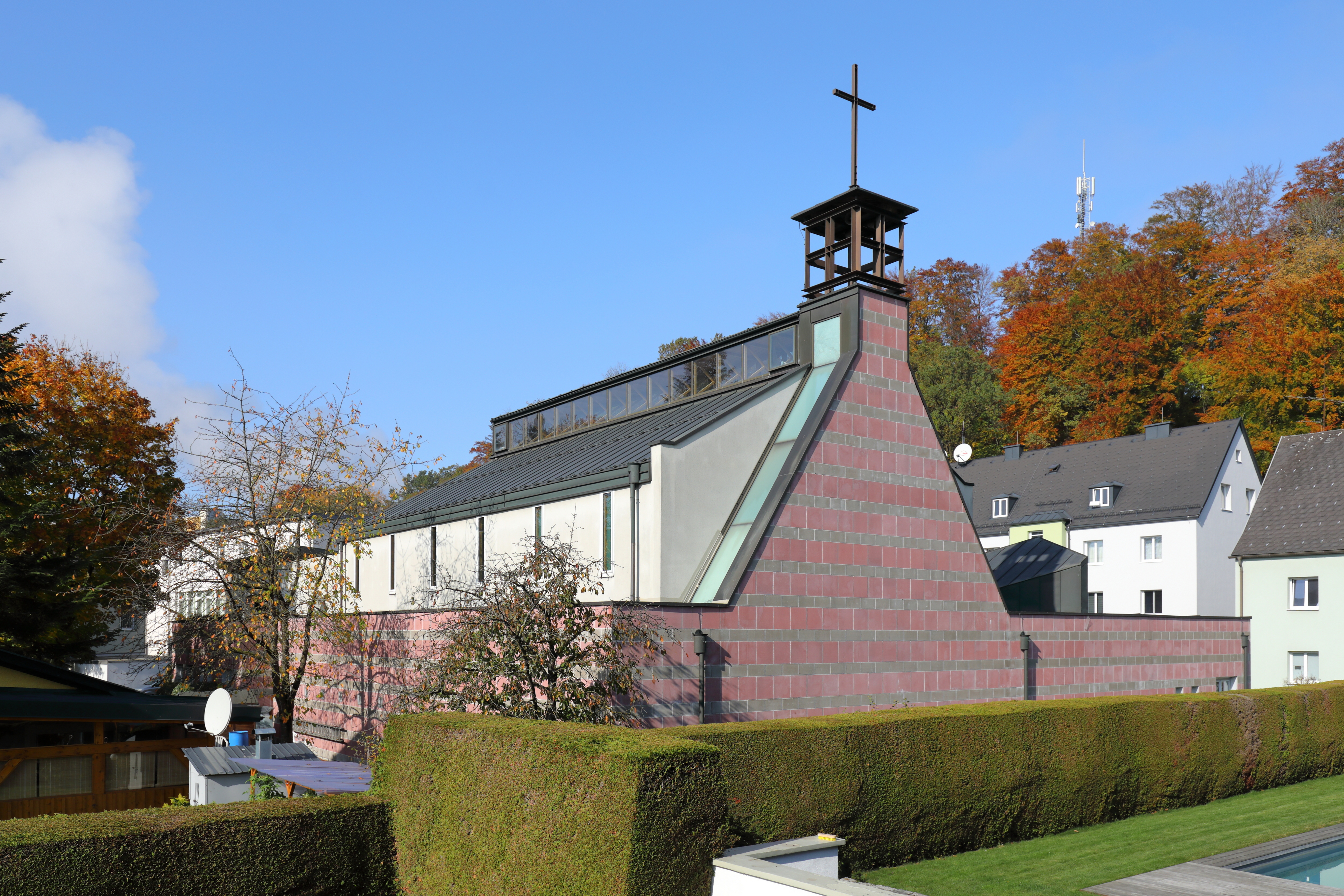
Pfarrexpositurkirche hl. Josef in Steyrermühl bei Laakirchen

Die Expositurkirche Steyrermühl (auch: Pfarrexpositurkirche Steyrermühl) liegt in der Siedlung Steyrermühl der oberösterreichischen Stadtgemeinde Laakirchen im Bezirk Gmunden. Die römisch-katholische Kirche ist eine Expositurkirche („Quasi-Pfarrkirche“) und gehört zum Seelsorgeraum der Pfarrkirche Laakirchen im Dekanat Gmunden der Diözese Linz. Kirchenpatron ist der hl. Josef der Arbeiter. Der Sakralbau steht mit der Bezeichnung Kath. Pfarrkirche hl. Josef und Seelsorgezentrum unter Denkmalschutz.

## Geschichte
Im Jahr 1941 wurde der Ortsteil Steyrermühl zur Kaplanei der Pfarre Laakirchen erklärt, es gab aber noch keine Kirche. 1953–1956 erbaute die Pfarrgemeinde die erste, heute nicht mehr bestehende, Josefs-Kirche.
Mit 1. Jänner 1959 wurde durch Diözesanbischof Franz Salesius Zauner die bisherige Kaplanei zur Pfarrexpositur erhoben. Mit der Aufwertung zur „Quasi-Pfarrgemeinde“ erhielt Steyrermühl ein hohes Maß an Selbständigkeit gegenüber der Mutterpfarre Laakirchen. Von August 1959 bis 1980 war der jeweilige Pfarrer der Pfarrkirche Lindach zugleich „Expositus“ von Steyrermühl, dann wechselte die Zuständigkeit wieder zur Ursprungspfarre.
Die 1957 eingeweihte „alte“ Josefskirche zeigte bereits 1960 erste Risse im Mauerwerk. In den folgenden Jahren wurden immer wieder Sanierungen durchgeführt, man konnte aber den Verschiebungen in den Kirchenmauern keinen Einhalt gebieten. Als 1987 die Papierfabrik Steyrermühl AG mit der Erweiterung der Fabrik begann, kaufte die Fabrik die alte Kirche und stellte ein Grundstück für einen neuen Sakralbau zur Verfügung.
Der Spatenstich für den Neubau war am 22. Oktober 1988 auf der so genannten „Höllerwiese“ in der Brunntalstraße, damit rückte die Kirche vom Rand in das Zentrum der Ortschaft Steyrermühl. Am 1. Dezember 1990 wurde der erste Gottesdienst gefeiert. Die Kirchenweihe erfolgte durch Diözesanbischof Maximilian Aichern am 26. April 1991.

## Kirchenausstattung
Das Seelsorgezentrum gliedert sich in die Kirche, das Pfarrhaus und eine Wohnung im Obergeschoß. Das Gebäude verfügt über drei Eingänge. Der Haupteingang führt in eine zweigeschoßige Halle, welche die Kirche und das Pfarrhaus miteinander verbindet.
Für den Innenraum der Kirche wurden die Kirchenbänke der Vorgängerkirche verwendet. Die Holzdachkonstruktion ist räumlich aufgefaltet, im Dachfirst befinden sich Belichtungsflächen. Die Holzkonstruktion soll ein Verweis auf die Zimmermannstätigkeit des Kirchenpatrons sein.
Ebenfalls aus der früheren Kirche sind die Marienstatue im Altarbereich, das Fischornamentfenster über dem südlichen Türelement des Kirchenvorraums und die Relief-Kreuzigungsgruppe im Taufbereich. In der Nähe des Taufbeckens befindet sich ein farbiges Rundfenster (bleiverglastes Lichtband).
Sowohl die frühere Kirche aus den 1950er Jahren als auch die heutige Kirche von Steyrermühl erhielten als Patrozinium den hl. Josef der Arbeiter. Gedenktag des Kirchenpatrons ist der 1. Mai. Das zusätzliche Josefs-Fest führte 1956 Papst Pius XII. ein. Die Vorgängerkirche war eine der ersten Josef-der-Arbeiter-Kirchen in Österreich. Im Bezirk Gmunden existiert mit der Filialkirche Reindlmühl eine weitere Josefs-Kirche.

## Bildergalerie

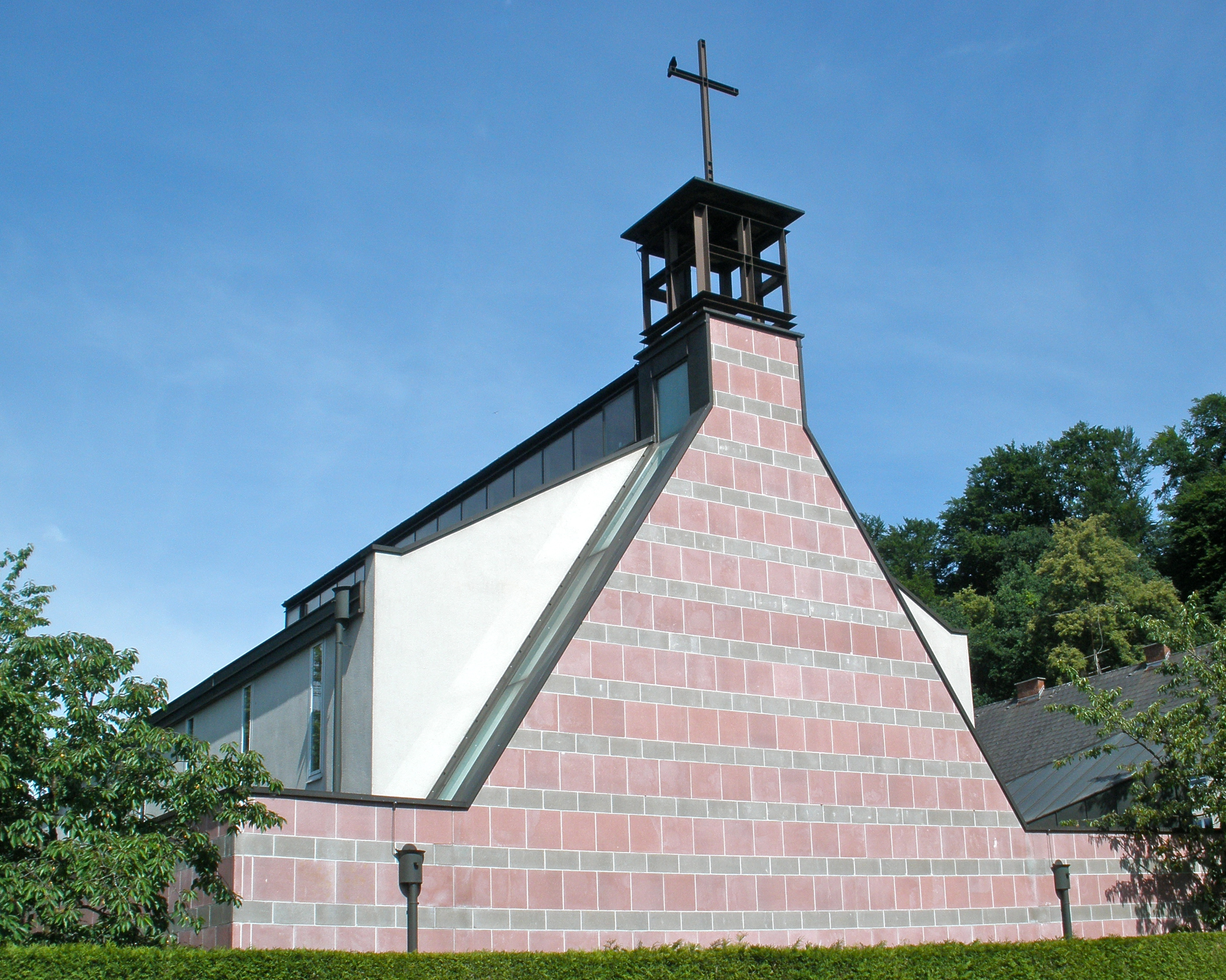
Ostansicht
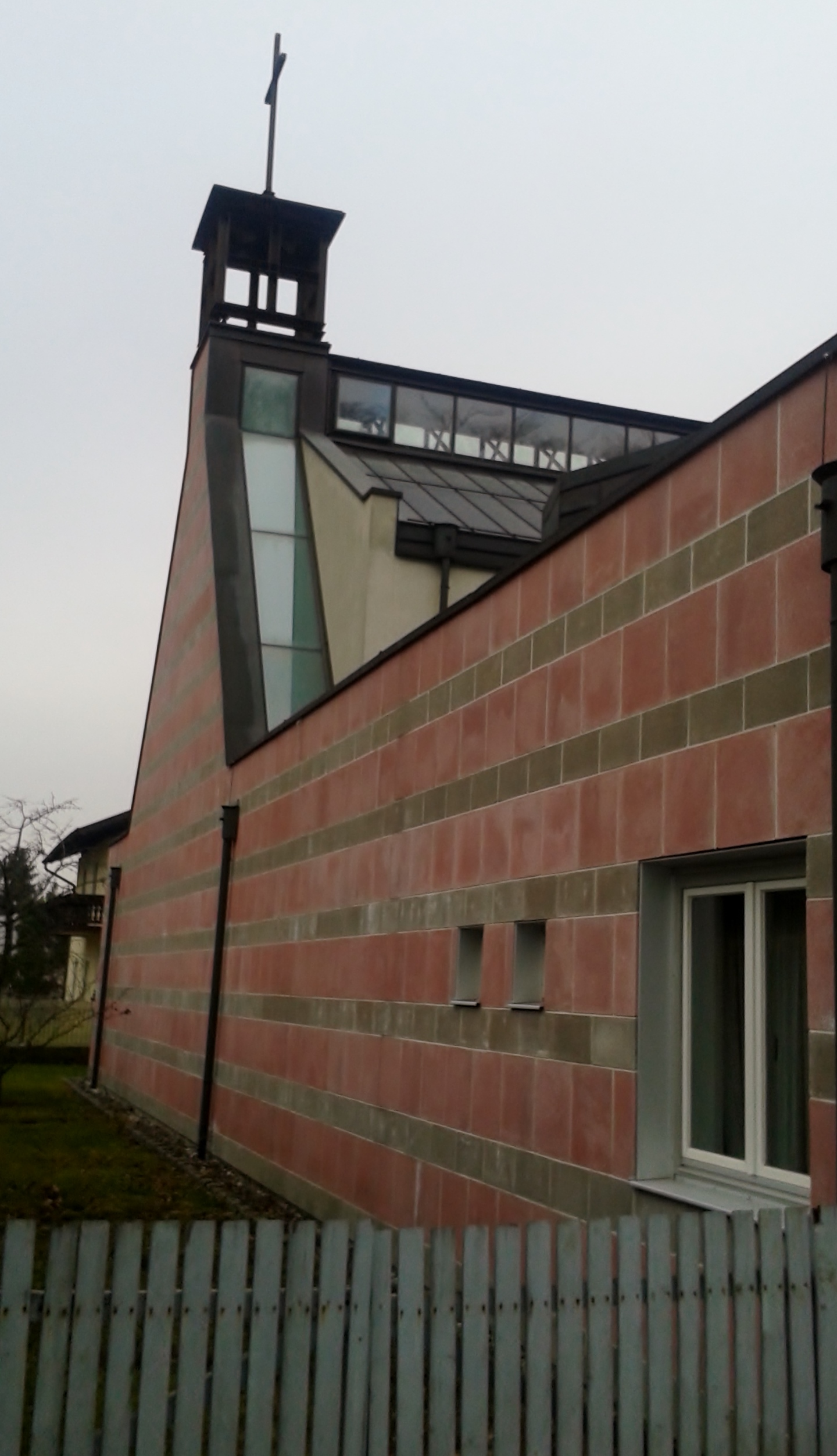
Nordostansicht
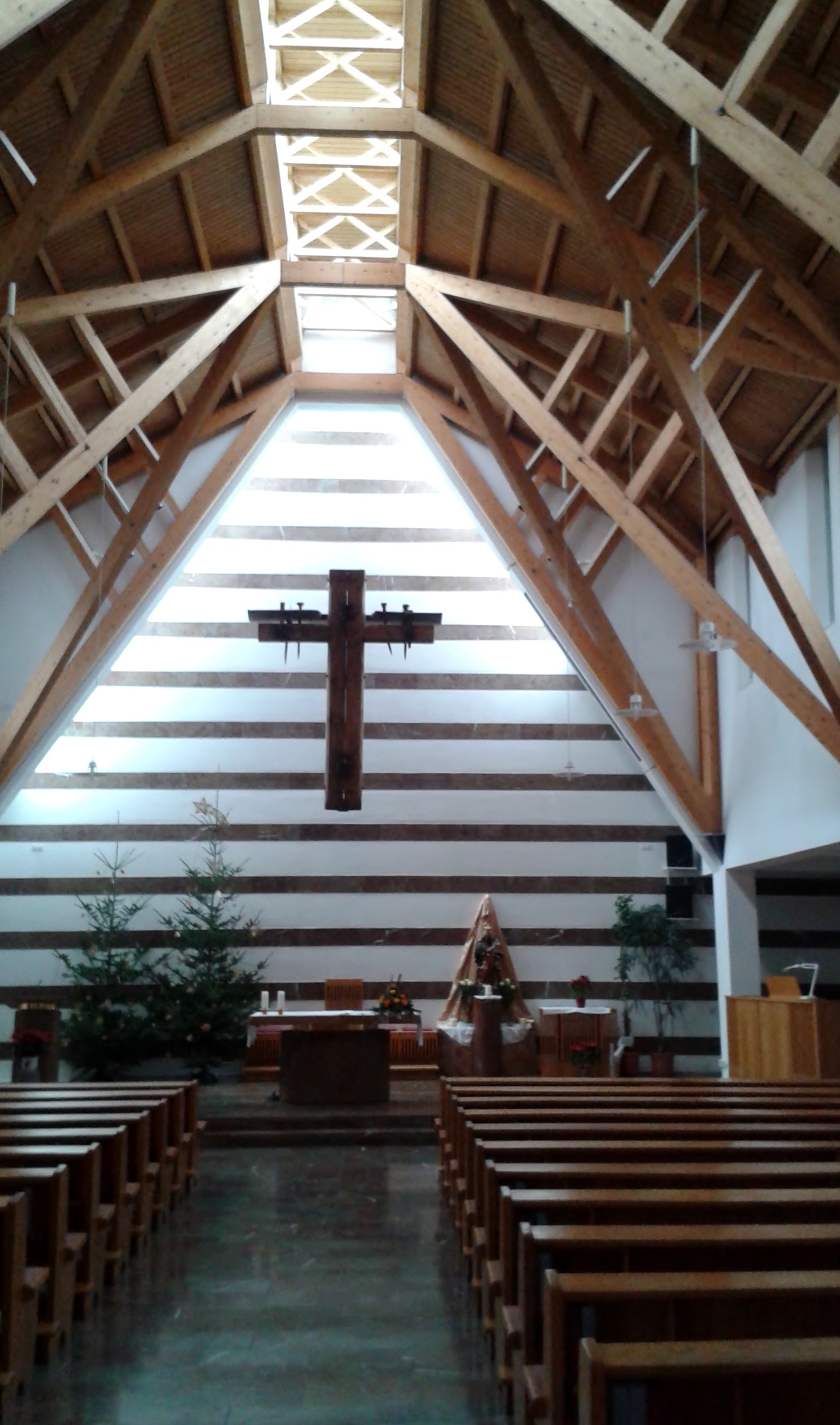
Innenansicht
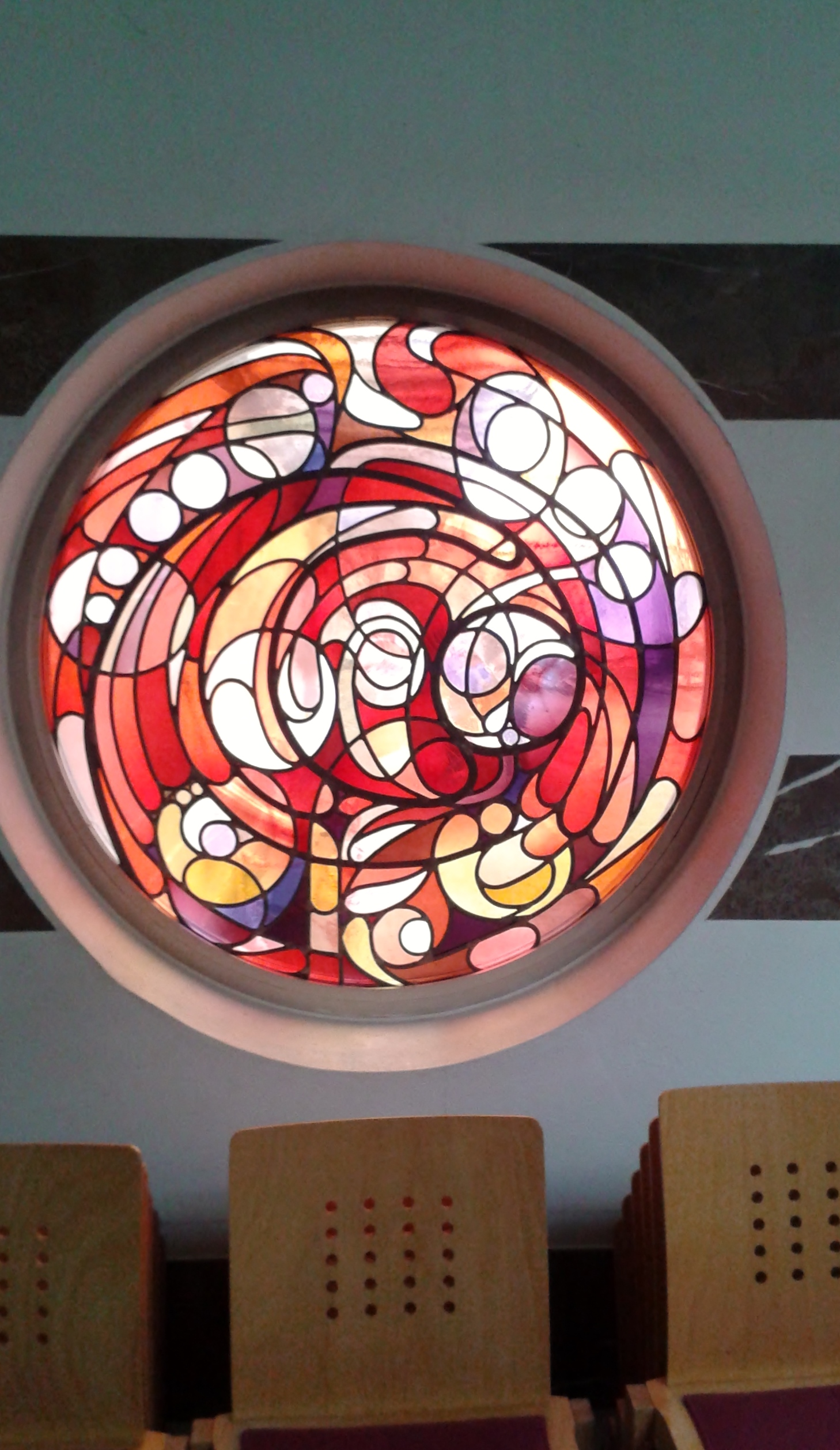
Fenster

## Pfarrexpositur
Steyrermühl ist eine Pfarrexpositur im Sinne des 516 CIC/83. Eine Expositur verfügt nach außen über alle Kennzeichen einer Pfarrgemeinde: zum Beispiel eigene Kirche, Seelsorger, Pfarramt, Pfarrgemeinderat und eigene Pfarrnummer der Diözese Linz.
Die Expositur ist also im Rang über einer Kaplanei und über einer Filialkirche, verfügt aber kirchenrechtlich noch nicht über alle Rechte einer „vollständigen“ Pfarrgemeinde, sie ist eine „Quasi-Pfarrgemeinde“. Der Seelsorger von Steyrermühl wird daher nicht als Pfarrer, sondern als Pfarrmoderator bezeichnet.